# 愛言葉 (DECO*27の曲)
「愛言葉」（あいことば）は、日本のボカロPであるDECO*27制作のVOCALOID楽曲。2009年7月21日に発表され、ボーカルシンセサイザーの初音ミクが歌唱し、後年にもシリーズ楽曲も存在する。
後年の2012年、本楽曲をカバーしたシンガーソングライターである佐香智久のメジャーデビューシングルとしても発売された（後述参照）。

## 概要
2009年、楽曲MV「DECO*27 - 愛言葉 feat. 初音ミク」がニコニコ動画へと投稿された。作詞・作曲を手掛けたDECO*27は、前年から同サービスを利用してきた中で、いつも曲を聴いてくれるリスナーに向けて制作したという。ポップでかわいい曲となっており、「君が好きで、てか君が好きで」といったDECO*27らしい言い回しが使われる。DECO*27は2010年のインタビューで、同曲をそれまでの自身の曲の中でも一番思い入れの強い曲と答えている。
ゲーム『初音ミク -Project DIVA-』シリーズでは、『初音ミク -Project DIVA- 2nd』（セガ、2010年）、『初音ミク Project DIVA Arcade』（セガ、2010年）の追加配信曲（2011年2月24日配信）やiOSゲーム『ミクフリック』（2012年3月9日）にも収録されている。

### シリーズ
愛言葉
2009年7月21日、ニコニコ動画にて公開。ECO*27の同人アルバム『No You, No Me』（2009年9月6日初頒布）、メジャー1stアルバム『相愛性理論』（2010年4月21日発売）へと収録された。
愛言葉Ⅱ
2013年10月8日、DECO*27の活動5周年として、ニコニコ動画・YouTubeにて公開。DECO*27からファンへの感謝を示す作品として、当時の自作曲の中で一番好きな楽曲「愛言葉」のイメージと自分の気持ちを重ね合わせたという。また、同氏は、楽曲制作において、「愛言葉」を越えることはできないとしていたものの、「愛言葉Ⅱ」のほうが好きになってしまったと述懐した。
愛言葉Ⅲ
2018年10月8日、DECO*27の活動10周年として、ニコニコ動画・YouTubeにて公開。
愛言葉Ⅳ
2022年5月27日、ニコニコ動画・YouTubeにて公開。

## 楽曲収録

### 歌唱：初音ミク
| 発売日        | タイトル                                           | レーベル                       | 収録曲                        | 備考 |
| ------------- | -------------------------------------------------- | ------------------------------ | ----------------------------- | --- |
| 2010年4月21日 | 相愛性理論                                         | JOINT RECORDS                  | 愛言葉 DECO*27 feat. 初音ミク | |
| 2010年4月21日 | 相愛性理論                                         | JOINT RECORDS                  | 愛言葉 (sasakure.UK Remix)    | |
| 2010年7月28日 | 初音ミク -Project DIVA- 2nd NONSTOP MIX COLLECTION | ソニー・ミュージックダイレクト | 愛言葉 DECO*27 feat. 初音ミク | |
| 2013年        | VOCALOID 超BEST -memories-                         |                                | 愛言葉                        | |
| 2013年12月    | DECO*27 VOCALOID COLLECTION 2008〜2012             |                                | 愛言葉                        | 「2008〜2012」としていながらも「愛言葉Ⅱ」のみ2013年からの収録で、アルバムのDISC 1では、「愛言葉」から始まり、「愛言葉Ⅱ」で終わる曲順となっている。 |
| 2013年12月    | DECO*27 VOCALOID COLLECTION 2008〜2012             | 愛言葉Ⅱ                        |                               | 「2008〜2012」としていながらも「愛言葉Ⅱ」のみ2013年からの収録で、アルバムのDISC 1では、「愛言葉」から始まり、「愛言葉Ⅱ」で終わる曲順となっている。 |

### カバー
| 発売日 | タイトル                                     | レーベル | 収録曲                                 | 備考 |
| ------ | -------------------------------------------- | -------- | -------------------------------------- | ---- |
|        | mirto『愛迷エレジー』                        |          | 愛言葉                                 |      |
|        | サオリリス『サオリリス 歌ってみた 初音ミク』 |          | 愛言葉                                 |      |
|        | 佐香智久『愛言葉』（後述参照）               |          | 愛言葉                                 |      |
|        | i-dep『ゆめゆめ』                            |          | 愛言葉 （i-dep 2467 Remix）            |      |
|        | とぴ『ラブカレンダー』                       |          | 愛言葉 feat. とぴ -Piano Parallel Mix- |      |

## 佐香智久のシングル
佐香智久のシングル「愛言葉」は、2012年3月28日にメジャーデビューシングルとして発売された。佐香智久は、メジャーデビュー以前は「少年T」の名前でニコニコ動画でカバー曲を発表して活躍し、続いてオリジナル曲も発表するようになっていった。メジャーデビュー後も2ndシングル以降はオリジナル曲である。デビューシングルを「愛言葉」のカバーにしたのは、少年Tから心機一転し佐香智久に名前を変えても、これからもやっていくことは変わらず、「今までありがとうこれからもよろしくね」と示す意味を込めてのことである。
2013年2月27日発売のアルバム「はじめまして。」には、スペシャルバージョンが収録されている。

### 収録曲
1. 愛言葉[5:27]
作詞・作曲：DECO*27／編曲：SiZK
2. 大丈夫[4:50]
作詞・作曲：佐香智久／編曲：nao,shuho
3. 夕暮れの魔法[4:07]
作詞：佐香智久／作曲：Tomoyuki Ogawa／編曲：Sorao Mori
4. 愛言葉 (INSTRUMENTAL)
5. 大丈夫 (INSTRUMENTAL)
6. 夕暮れの魔法 (INSTRUMENTAL)